# Nelsonov sindrom
Nelsonov sindrom zajema porjavitev kože, mišično šibkost, glavobol ter izpade vidnega polja, ki nastanejo zaradi hitre razrasti adenoma hipofize, navadno po obojestranski (bilateralni) operacijski odstranitvi nadledvičnih žlez (adrenalektomiji).
Sindrom je prvi opisal ameriški endokrinolog Don Nelson leta 1960.

## Patofiziologija
Adrenalektomija pride v poštev v primeru od adrenokortikotropina (ACTH) neodvisnega Cushingovega sindroma, kar vključuje adenom, karcinom in hiperplazijo skorje nadledvičnih žlez. V primeru, da se pred operacijo ne obseva hipofize, lahko pride do pomembne razrasti že obstoječega adenoma hipofize, ker se prekine negativno povratno zanko s kortizolom (redko se pojavi tudi po obsevanju hipofize).
Razrast tumorja povzroča lokalne težave zaradi pritiska, kar se kaže z glavobolom in izpadi vidnega polja (pritisk na optično kiazmo, tj. križanje obeh vidnih živcev). Do hiperpigmentacije kože pride zato, ker je povečana proizvodnja proopiomelanokortina (POMC), ki je predhodna spojina tako adrenokortikotropina (ACTH) kot tudi melanocite stimulirajočega hormona (MSH); slednji je odgovoren za intenzivno porjavitev kože oz. hiperpigmentacijo.

## Epidemiologija
Nelsonov sindrom je redka bolezen, ki se pojavi po nekaterih podatkih pri 8–44 % vseh bolnikov, ki so imelo obojestransko adrenalektomijo. Pogosteje se pojavlja pri mlajših ženskah.

## Zdravljenje
Kirurško zdravljenje je terapija izbora za velike tumorje, ki pritiskajo na vidno pot in druge pomembne strukture v možganih., pomembna pa je tudi radioterapija, predvsem za tumorje, ki niso ozdravljivi z operacijo.